# Una cadena d'esdeveniments
Una cadena d'esdeveniments és una instal·lació de l'artista Pep Duran (Vilanova i la Geltrú, 1955) específicament realitzada per a l'espai de la Capella MACBA, i s'ha de considerar com una obra-assaig. Es tracta d'una gran intervenció dividida en dues parts, Retaule laic (2010-2011) i Peça escrita (2010-2011), que recull i alhora destil·la les influències intel·lectuals, formals i estètiques entorn de les quals pivota la manera de fer i de pensar d'aquest artista.

## Descripció
Pep Duran (Vilanova i la Geltrú, 1955) ha treballat des de sempre amb l'escenografia, una pràctica que li ha permès desenvolupar propostes i projectes centrats en una manera particular d'entendre la construcció, la representació i l'espai. Una cadena d'esdeveniments, la instal·lació realitzada específicament per Pep Duran per a l'espai de la Capella MACBA, s'ha de considerar com una obra-assaig: una gran intervenció dividida en dues parts, Retaule laic (2010-2011) i Peça escrita (2010-2011), que recull i, alhora, destil·la les influències intel·lectuals, formals i estètiques sobre les quals pivota la manera de fer i de pensar d'aquest artista.
Amb relació a la instal·lació es va realitzar una publicació, composta per textos de Jordi Puntí i Francisco Ferrer Lerín, com també per un reportatge fotogràfic de Rafael Vargas, on es proposen diversos nivells de lectura del projecte concebut per Pep Duran.